# Pallavolo ai Giochi della XXXI Olimpiade - Qualificazioni al torneo maschile
Le qualificazioni di pallavolo maschile ai Giochi della XXXI Olimpiade si sono svolte dal 9 gennaio al 6 giugno 2016: al torneo hanno partecipato ventisette squadre nazionali e nove si sono qualificate ai Giochi della XXXI Olimpiade.

## Squadre partecipanti
| - Algeria - Argentina - Australia - Belgio - Bulgaria - Camerun - Canada - Cile - Cina | - Colombia - Cuba - Egitto - Finlandia - Francia - Germania - Giappone - Iran - Messico | - Nigeria - Polonia - Porto Rico - Rep. del Congo - RD del Congo - Russia - Serbia - Tunisia - Venezuela |

## Tornei

### Africa
Al torneo hanno partecipato sette squadre nazionali africane:
- La prima classificata si è qualificata per i Giochi della XXXI Olimpiade.
- La seconda e la terza classificata si sono qualificate per il torneo di qualificazione mondiale (girone B).

### America del Nord
Al torneo hanno partecipato quattro squadre nazionali nordamericane:
- La prima classificata si è qualificata per i Giochi della XXXI Olimpiade.
- La seconda classificata si qualificata per il torneo di qualificazione mondiale (girone A).
- La terza classificata si qualificata per il torneo di qualificazione mondiale (girone B).

### America del Sud
Al torneo hanno partecipato quattro squadre nazionali sudamericane:
- La prima classificata si è qualificata per i Giochi della XXXI Olimpiade.
- La seconda classificata si qualificata per il torneo di qualificazione mondiale (girone A).
- La terza classificata si qualificata per il torneo di qualificazione mondiale (girone B).

### Asia e Oceania
Al torneo hanno partecipato quattro squadre nazionali tra asiatiche e oceaniane:
- La migliore asiatica e oceaniana classificata al torneo mondiale (girone A) si è qualificata per i Giochi della XXXI Olimpiade.

### Europa
Al torneo hanno partecipato otto squadre nazionali europee:
- La prima classificata si è qualificata per i Giochi della XXXI Olimpiade.
- La seconda e la terza classificata si sono qualificate per il torneo di qualificazione mondiale (girone A).

### Mondiale
Al torneo hanno partecipato dodici squadre nazionali:
- Le prime tre e la prima asiatica e oceaniana classificate al torneo mondiale (girone A) si sono qualificate per i Giochi della XXXI Olimpiade[1].
- La prima classificata al torneo mondiale (girone B) si è qualificata per i Giochi della XXXI Olimpiade.

## Squadre qualificate
| Squadra   | Qualificazione                                                 |
| --------- | -------------------------------------------------------------- |
| Argentina | 1ª al torneo di qualificazione sudamericano                    |
| Canada    | 4ª al torneo di qualificazione mondiale A                      |
| Cuba      | 1ª al torneo di qualificazione nordamericano                   |
| Egitto    | 1ª al torneo di qualificazione africano                        |
| Francia   | 3ª al torneo di qualificazione mondiale A                      |
| Iran      | 1ª asiatica e oceaniana al torneo di qualificazione mondiale A |
| Messico   | 1ª al torneo di qualificazione mondiale B                      |
| Polonia   | 1ª al torneo di qualificazione mondiale A                      |
| Russia    | 1ª al torneo di qualificazione europeo                         |